# Smeringaspis hirsuta
Smeringaspis hirsuta es una especie de insecto coleóptero de la familia Chrysomelidae.
Fue descrita científicamente en 1952 por Spaeth in Hincks.